# Římskokatolická farnost – děkanství Chlumec nad Cidlinou
Římskokatolická farnost – děkanství Chlumec nad Cidlinou je územním společenstvím římských katolíků v rámci královéhradeckého vikariátu královéhradecké diecéze.

## O farnosti

### Historie
Nejstarší sakrální památkou Chlumce nad Cidlinou je kostelík Nejsvětější Trojice, doložený již ve 12. století. Při tomto kostelíku také existovala původní chlumecká farnost. Farní správa byla později přenesena ke kostelu svaté Voršily, který byl postaven v letech 1536–1543 (jako utrakvistický).
K 1. lednu 2010 byly administrativně zrušeny farnosti Babice a Mlékosrby, jejichž území bylo následně začleněno k chlumeckému děkanství.
Přehled duchovních správců
- 23. října 2007 – 31. července 2009 R.D. Mgr. Viliam Vágner (administrátor)
- 1. srpna 2009 – 31. července 2016 R.D. ICLic. Mgr. Pavel Seidl (děkan)
- 1. srpna 2016 – 31. července 2021 R.D. Mgr. Ing. Arnošt Vidourek, Dr. (děkan)
- od 1. srna 2021 R.D. Mgr. Ing. Arnošt Vidourek, Dr. (farář)[2]

### Současnost
Farnost má sídelního duchovního správce, který zároveň je ex currendo administrátorem in spiritualibus (tj. ve věcech duchovní správy) farnosti Lovčice.
| Kostel                         | Místo                | Bohoslužba               | Bohoslužba               | Poznámka                      |
| ------------------------------ | -------------------- | ------------------------ | ------------------------ | ----------------------------- |
| Kostel svatého Petra a Pavla   | Babice               | 2x ročně (pouť a Vánoce) | 2x ročně (pouť a Vánoce) | filiální, bývalý farní kostel |
| Kostel Nejsvětější Trojice     | Chlumec nad Cidlinou | úterý                    | 18.00                    | filiální kostel               |
| Kostel svaté Voršily           | Chlumec nad Cidlinou | neděle středa pátek      | 09.30 18.00              | děkanský kostel               |
| Kaple děkanství                | Chlumec nad Cidlinou | úterý, středa a pátek    | 17.00 (pouze v zimě)     | kaple                         |
| Kaple svatého Jana Křtitele    | Chlumec nad Cidlinou | neslouží se pravidelně   | neslouží se pravidelně   | zámecká kaple                 |
| Oratorium                      | Chlumec nad Cidlinou | sobota                   | 17.00                    | oratorium v Domově důchodců   |
| Kostel svatého Benedikta       | Lučice               | neslouží se pravidelně   | neslouží se pravidelně   | filiální kostel               |
| Kostel svatého Filipa a Jakuba | Mlékosrby            | neděle                   | 11.00                    | filiální, bývalý farní kostel |
| Kostel svaté Maří Magdalény    | Nepolisy             | 3. sobota v měsíci       | 15.30                    | filiální kostel               |
| Kostel svatého Václava         | Stará Voda           | neděle                   | 08.00                    | filiální kostel               |